# Agaplesion Ev. Bathildiskrankenhaus
Das Agaplesion Ev. Bathildiskrankenhaus gGmbH in der niedersächsischen Stadt Bad Pyrmont ist ein Krankenhaus der Grundversorgung in freigemeinnütziger Trägerschaft. Das Klinikum ist akademisches Lehrkrankenhaus der Hamburger Niederlassung der Universität für Medizin, Pharmazie, Naturwissenschaften und Technik Neumarkt a. M.

## Geschichte
Das heutige Agaplesion Ev. Bathildiskrankenhaus entstand durch die Zusammenführung von verschiedenen Krankenhäusern. In den 1860er Jahren wurde die Stiftung Bethesda von Adam Wolff gegründet.
Im Jahre 1899 entstand das Evangelische Bathildiskrankenhaus. Viel Einfluss auf den Bau des Krankenhauses nahm damals die Fürstin Bathildis von Waldeck, nach der das Krankenhaus benannt wurde.
1987 verlagerte die Stiftung Bethesda den Krankenhausbetrieb in das ehemalige Versorgungskrankenhaus. Zu den Einrichtungen der Stiftung Bethesda gehörten zu diesem Zeitpunkt auch das Evangelische Alten- und Pflegeheim Bethesda und das Altenheim Bethanien in Bad Pyrmont.
Zum Jahreswechsel 2003 hat die Stiftung Bethesda das Evangelische Bathildiskrankenhaus, mit dem neuen Namen Evangelische Bathildiskrankenhaus Bad Pyrmont gGmbH, und die beiden Altenheime verselbständigt.
2004 schließlich erfolgte die Übernahme des katholischen Krankenhauses St. Georg. Mit dem An-/Umbau zur vollständigen Integration des Krankenhauses St. Georg am Standort des Bathildiskrankenhauses, der vom Land Niedersachsen mit 26,4 Mio. Euro gefördert wurde, wurde 2006 ein weiterer Schritt zum heutigen Bathildiskrankenhaus getan. Seit dem 20. September 2012 gehört das Evangelische Bathildiskrankenhaus zu der gemeinnützigen Aktiengesellschaft Agaplesion.

## Struktur
Seit dem Zusammenschluss der proDiako und der Agaplesion im November 2012 gehört das Krankenhaus über die proDiako mehrheitlich zur Agaplesion. Die Stiftung Bethesda ist Mitaktionärin der Agaplesion mit Sitz in Frankfurt am Main.
Das Agaplesion Ev. Bathildiskrankenhaus ist ein Krankenhaus der Grund- und Regelversorgung.
Es werden folgende Fachgebiete angeboten:
- Anästhesiologie, Notfallmedizin, Intensivmedizin und Schmerztherapie
- Allgemeinchirurgie, Visceralchirurgie und Endokrine Chirurgie
- Gefäßchirurgie und Endovaskuläre Chirurgie
- Innere Medizin, Kardiologie und Gastroenterologie
- Neurochirurgie und Wirbelsäulenchirurgie
- Neurologie – Neurologische Ambulanz
- Orthopädie und Wirbelsäulenchirurgie
- Unfallchirurgie, Handchirurgie und Sporttraumatologie
- Urologie (Belegabteilung)

## Ärzte
- Friedrich Lyncker (1806–1892), leitender Arzt der Anstalt Bethesda